# Gisela Kallenbach
Gisela Kallenbach (* 28. März 1944 in Soldin/Neumark) ist eine ehemalige deutsche Politikerin (Bündnis 90/Die Grünen). Von 2004 bis 2009 war sie Europaabgeordnete in der Fraktion Die Grünen/Europäische Freie Allianz. Von 2009 bis 2014 gehörte sie dem Sächsischen Landtag an.

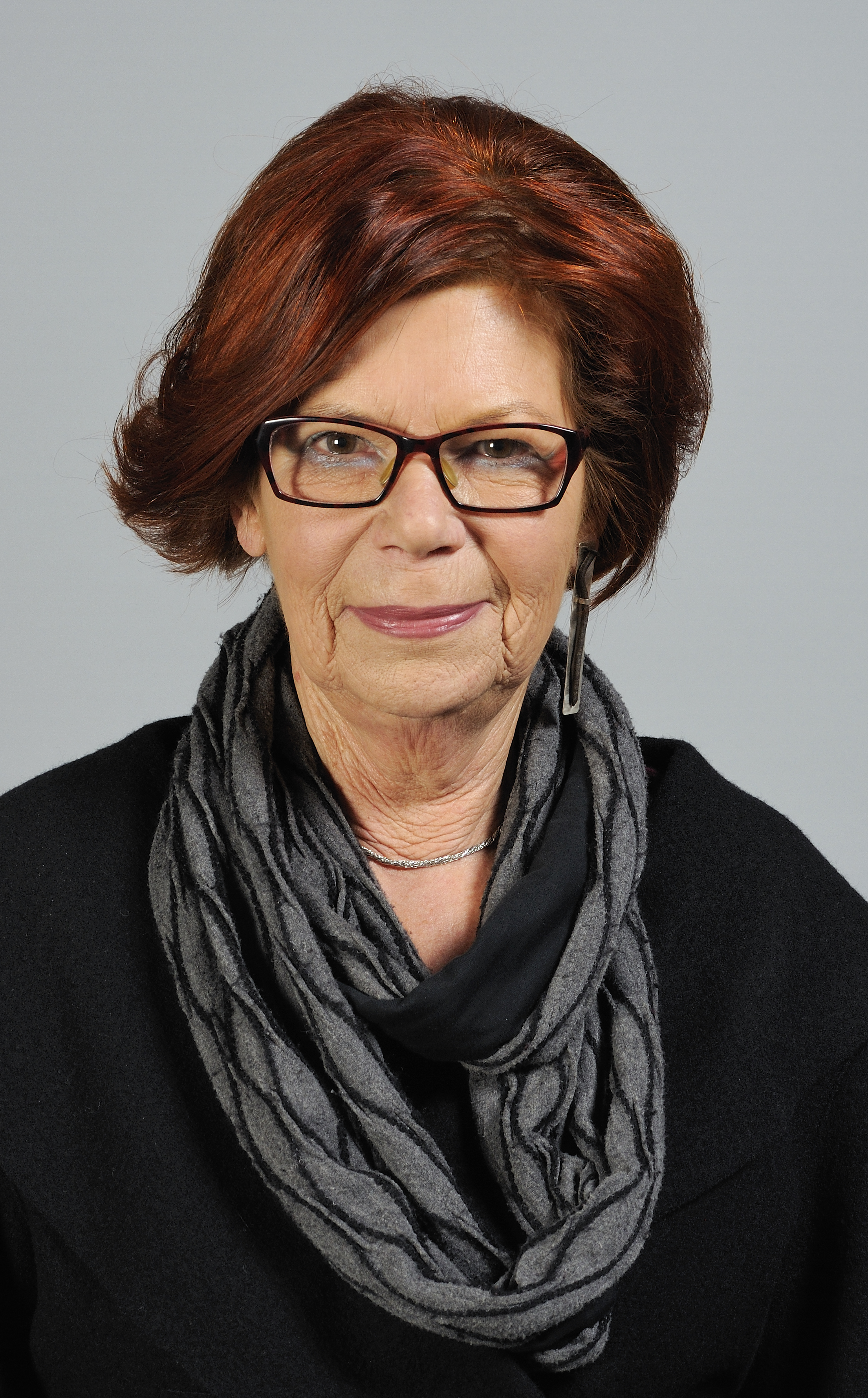
Gisela Kallenbach (2013)

## Leben und Ausbildung
Aufgrund der sozialen Herkunft und des christlichen Bekenntnisses (das sich unter anderem in der Verweigerung der Jugendweihe ausdrückte) wurde Kallenbach in der DDR das Abitur verwehrt. Nach der Mittleren Reife erfolgte eine Lehre und 1962 bis 1969 eine Tätigkeit als Laborantin und Wissenschaftliche Mitarbeiterin im Auftrag des VEB Mineralölwerk Lützkendorf in der Akademie der Wissenschaften Leipzig. In Abend- und Fernstudiengängen bildete sie sich von 1965 bis 1970 zum Dipl.-Ing. (FH) Technologie der Chemie fort und schloss 1967 das Staatsexamen Fachübersetzer Englisch ab.
1969 bis 1990 arbeitete Kallenbach als Laborleiterin und Themenleiterin (mit einer zwischenzeitlichen Unterbrechung der Berufstätigkeit wegen Geburt und Erziehung der drei Kinder).
Nach der friedlichen Revolution arbeitete Kallenbach von 1990 bis 2000 als Referentin im Dezernat Umweltschutz der Stadt Leipzig. Von 2000 bis 2003 war sie als Internationale Bürgermeisterin der UN-Mission im Kosovo tätig.

## Politik
Gisela Kallenbach ist Mitglied der Grünen und war 1996 bis 1999 Beisitzerin im Landesvorstand Bündnis 90/Die Grünen in Sachsen. Kommunalpolitisch war sie Abgeordnete im Stadtrat Leipzig (1990–1991) (Niederlegung des Mandats wegen Arbeitsaufnahme in der Verwaltung) und Vertreterin der Stadt Leipzig im Umwelt-Komitee von „Eurocities“. 2004–2009 war sie Mitglied im Europäischen Parlament. Bei der Landtagswahl 2009 zog sie über die Landesliste (Platz 9) der Grünen in den Sächsischen Landtag ein. 
Nach der Landtagswahl 2014 zog sich Kallenbach aus der Politik zurück.

### Europäisches Parlament (2004–2009)
Aufgaben und Zuständigkeiten:
- Mitglied im Ausschuss für regionale Entwicklung
- Stellvertreterin für den Ausschuss für Binnenmarkt und Verbraucherschutz
- Mitglied der Delegation für die Beziehungen zu den Ländern Südosteuropas
- Stellvertreterin für die Delegation für die Beziehungen zu der Koreanischen Halbinsel

Regionale Zuständigkeiten für Sachsen, Sachsen-Anhalt, Thüringen

### Sächsischer Landtag (2009–2014)
Aufgaben und Zuständigkeiten:
- Mitglied im Ausschuss für Umwelt und Landwirtschaft
- Mitglied im Ausschuss für Verfassung, Recht und Europa

- Sprecherin der Grünen Landtagsfraktion für Umwelt, Stadtentwicklung und Europa

## Ehrenämter und Ehrungen
Gisela Kallenbach ist Mitglied, Fördermitglied zahlreicher Leipziger Vereine und Stiftungen. Sie ist Vorsitzende des Vorstands Synagoge und Begegnungszentrum Leipzig e. V., Mitgründerin und Stiftungsrat der Stiftung Bürger für Leipzig. Sie ist Mitglied im Kuratorium des Deutsch-Französischen Bildungszentrums Leipzig, Vorstandsmitglied des Bildungswerk Sachsen der Deutschen Gesellschaft, und Mitglied im Kuratorium der Europäischen Bewegung Sachsens. 
Außerdem ist sie als Zeitzeugin der Wiedervereinigung im Zeitzeugenportal „20 Jahre Friedliche Revolution und Deutsche Einheit“ aktiv beteiligt.
Im Jahr 2001 erhielt sie das Bundesverdienstkreuz am Bande des Verdienstordens der Bundesrepublik Deutschland.